# Raúl Monroy
Monroy  Ortiz est un nom espagnol. Le premier nom de famille, en général paternel, est Monroy ; le second, en général maternel, souvent omis, est Ortiz.
Raúl Edgardo Monroy Ortiz, né le 28 septembre 1996,, est un coureur cycliste salvadorien.

## Biographie
En 2021, il devient champion du Salvador du contre-la-montre chez les élites. L'année suivante, il remporte de nouveau ce titre. 

## Palmarès
- 2018
  - 3e du championnat du Salvador du contre-la-montre espoirs[5]
- 2020
  - 3e du championnat du Salvador du contre-la-montre
  - 3e du championnat du Salvador sur route[6]
- 2021
  -  Champion du Salvador du contre-la-montre
- 2022
  -  Champion du Salvador du contre-la-montre
  - 3e du championnat du Salvador sur route

## Classements mondiaux
| Année            | 2019 | 2020 | 2021 |
| ---------------- | ---- | ---- | ---- |
| UCI America Tour | 392e |      | 203e |